# Стрічковий інтерфейс

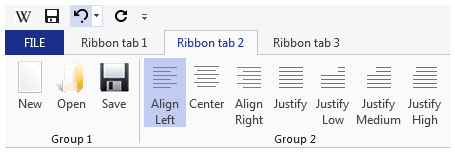
Приклад стрічки — елементу графічних інтерфейсів користувача

У дизайні комп'ютерних інтерфейсів, стрічка — графічний елемент керування у вигляді набору панелей інструментів, розміщених на декількох вкладках. Типова структура стрічки складається з великих, вкладкових панелей інструментів, заповнених графічними кнопками й іншими елементами керування, згрупованими за функціональністю. Такі стрічки використовують вкладки для викриття різних наборів елементів керування, усуваючи потребу в численних паралельних панелях інструментів. Контекстними є вкладки, які з'являються лише, коли користувач їх потребує. Наприклад, у текстовому процесорі, вкладка, пов'язана з зображеннями, може з'являтися, коли користувач вибирає зображення в документі, дозволяючи йому взаємодіяти з цим зображенням.
Використання терміна «стрічка» бере початок у 1980-х і спочатку використовувався як синонім простої панелі інструментів. Однак, 2007 року, Microsoft використала термін на позначення власної реалізації вкладкових панелей інструментів, які охоплюють конгломерат елементів керування Microsoft Office 2007, яку Microsoft назвала «Fluent UI». Хоча Microsoft популяризувала термін новим значенням, подібні вкладкові компонування елементів керування існували у попередньому програмному забезпеченні інших постачальників, включно з 3D Studio Max R3 і пізнішими, Adobe Dreamweaver, Borland Delphi, HotDog і Macromedia HomeSite.

## Раннє використання
Використання стрічкового інтерфейсу датується початком 1990-х у програмному забезпеченні продуктивності, як-от Microsoft Word і WordStar, як альтернативний термін панелі інструментів: Він визначений як порція графічного інтерфейсу користувача, що складається з горизонтального ряду графічних елементів керування (наприклад, включно з кнопками різного розміру та випадними списками зі значками), як правило, налаштовуваними користувачем.
Інтерфейс панелі інструментів, званий «стрічкою», був особливістю Microsoft Word з раннього Word 5.5 на основі DOS (близько 1990) і перших версій на основі Windows (активується опцією меню «Вигляд → Стрічка»), рання реклама яких називала використання «стрічки заміною нескінченного рядка команд, аби дати вам форматувати символи оком замість пам'яті».

## Програмне забезпечення Microsoft
З випуском Microsoft Office 2007 прийшов «Fluent User Interface» або «Fluent UI», який замінив меню та замовні панелі інструментів єдиним «меню Office», мініатюрною панеллю інструментів, відомою як «панель швидкого доступу» та тим, що стало відоме як стрічка: багато вкладок, на кожній із яких — панель інструментів із кнопками та, зрідка, іншими елементами керування. Елементи керування панелі інструментів мають різний розмір і класифіковані у візуально відмітні групи. Новий дизайн був призначений для полегшення проблеми користувачів незнаходження чи незнання про існування доступних можливостей пакету Office. Пізніше назва «стрічка» нібито походила з ідеї раннього дизайну, за якою команди розміщувалися на довгій панелі, яку можна було котити мов середньовічний сувій; назва залишилася після заміни механізму прокручування вкладками.
У кожного застосунку Microsoft, який реалізує стрічки, є різний набір вкладок, на яких користувацькі елементи керування цього застосунку. На кожній вкладці, різні пов'язані елементи керування можуть групуватися разом. Подвійне натискання на активній вкладці чи одинарне на кнопці «Згорнути» приховує панель команд, залишаючи видимими тільки вкладки. Повторення цієї дії розкриває панель. Стрічка консолідує функціональність, яка раніше була в меню, панелях інструментів і, зрідка, панелях завдань, в одну ділянку.
У Microsoft Office 2007 тільки Word, Excel, Access і PowerPoint реалізували стрічки. З випуском Microsoft Office 2010, однак, стрічки були реалізовані в решті застосунків Microsoft Office. Microsoft Office 2010 додав підтримку додаткових припасувань кінцевого користувача до свого користувацького інтерфейсу.
Microsoft поступово реалізувала стрічки в іншому програмному забезпеченні. Четверта хвиля застосунків Windows Live Essentials, включно з Mail, Фотоколекцією, Movie Maker і Writer, має стрічку. У Windows 7 Paint і WordPad мають стрічки. У Windows 8 Провідник зробив те саме. Стрічки також з'явилися в SQL Server Report Builder, Dynamics CRM 2011, Microsoft WebMatrix, Microsoft Mathematics v4.0, Microsoft EMET 4.0 та Microsoft Message Analyzer. В Internet Explorer, Блокнот і Visual Studio, проте, немає стрічок.

## Інші розробники програмного забезпечення
Після введення стрічок у Microsoft Office 2007 зросло використання цього типу інтерфейсу в застосунках, створених іншими розробниками, особливо тих, хто створює інструменти для продуктів, пов'язаних із Microsoft. Microsoft полегшила прийняття з випусками оновлень платформ Windows 8, Windows 7 і Windows Vista, які містять убудовані API каркасу стрічки, введені, щоб дозволити розробникам інтегрувати стрічкову панель інструментів і свої застосунки. Nielsen Norman Group опублікувала деякі приклади у звіті вітрини ГІК 2008 року.
У червні 2008 року Red Flag Software випустила бета-версію RedOffice 4.0 — китайського форку OpenOffice.org з новим інтерфейсом користувача, що використовував у своєму дизайні багато ідей стрічки. У листопаді 2008 року Sun Microsystems започаткувала проект Renaissance з поліпшення інтерфейсу користувача OpenOffice.org. З тих пір прототипи проекту часто бачили як подібні до стрічок, але це мало наслідком певний критицизм від користувачів.
У липні 2011 року Avid Tech додала стрічковий інтерфейс на умовах ліцензії Microsoft до версії 7.0 свого застосунку музичної нотації Sibelius, замінивши систему навігації меню попередніх версій. Це зустріло значний опір користувачів, однак, стрічковий інтерфейс лишився інтегрованим у поточний ГІК.
У вересні 2012 року MathWorks ввела стрічковий інтерфейс (відомий як «Toolstrip») у MATLAB R2012b.

## Реакція
Перед уведенням стрічок Microsoft у Office 2007, інтерфейс користувача її пакетів Office ледве змінився після введення Office 97 19 листопада 1996 року (Office 2000 і Office 2003 випустили відносно незначні оновлення порівняно з Office 97, який сам вважається своєрідною віхою порівняно з Office 95).
Через це користувачі звикли до цього стилю інтерфейсу, який був поширеним у багатьох продуктах продуктивності того часу. Коли Microsoft реалізувала стрічки, їх зустріли змішаними реакціями. Джефф Етвуд думав, що нова система зробить меню як наріжний камінь інтерфейсу WIMP застарілим, коли її вперше розкрили 2005 року. Redmondmag.com звітував, що досвідчені користувачі відчувають, що стрічки забирають «забагато часу й терпіння для вивчення». Річард Еріксон із Computerworld зауважив, що досвідчені користувачі можуть знайти складнощі в адаптації до нового інтерфейсу, а ті самі завдання можуть забирати більше натискань для активації. Хоча стрічку можна приховати подвійним натисканням на відкритій вкладці, PC World писав, що переповнюють робочу зону Office, особливо для користувачів ноутбуків; опції припасовування, доступні в оригінальній версії, не дозволяли користувачам перевпорядковувати чи вилучати напередвизначені команди, хоча їх можна мінімізувати. Інші називали її великі значки відволікальними. Онлайн-опитування, проведене ExcelUser, звітує, що в більшості респондентів негативна думка про зміну: провідні користувачі «дещо негативніші» за середніх; само-оцінене зниження продуктивності дорівнювало близько 20 % у середньому та «близько 35 %» серед людей з негативною думкою.
Інші користувачі заявляють, що, варто вивчити новий інтерфейс, середній користувач може створювати «документи професійного вигляду швидше». Одне дослідження звітувало про досить добре прийняття користувачами, крім високодосвідчених і користувачів текстових процесорів із класичним інтерфейсом WIMP, але менш переконливе в термінах ефективності й організації.
Рішення про скасування меню уподібнювали сумнозвісній кампанії New Coke компанії Coca-Cola з її занедбанням наявної користувацької бази. Microsoft Office 2011 для Macintosh, використовуючи стрічку, також зберігає систему меню в рядку меню Mac.

## Патентна суперечка
Такі прихильники вільного програмного забезпечення, як розробник KDE Ярослав Станієк, вислювлювали переконання, що патенти щодо стрічок не можуть бути прдибані через повсюдність патентного пошуку. Станієк зауважив, що концепт стрічки історично з'явився ектенсивно як «вкладкові панелі інструментів» у таких застосунках, як HotDog Sausage Software, Macromedia HomeSite, DreamWeaver і Borland Delphi. Lotus розробляла ранні стрічкові ІК для свого продукту eSuite. Скриншоти досі доступні в redbook IBM про eSuite (с. 109ff).
13 лютого 2018 року присяжний від північного округу Каліфорнії знайшов, що Corel Corporation порушив кілька патентів Microsoft Ribbon Design і Ribbon Utility стосовно Fluent UI.